# 霍焱
霍焱（1968年—）是卡普拉投资管理公司的创始人兼首席投资官、对冲基金经理。
霍焱的祖父是霍秉权，父亲是霍裕平。霍焱是复旦大学89届的本科毕业生，毕业后前往美國。1993年获得普林斯顿大学电子工程博士学位。後來霍焱成為摩根大通職員，2005年创立卡普拉投资管理公司。2009年底，霍焱与妻在伦敦成立了霍氏家族基金 。
2019年英國大選期间，霍焱向英国保守党捐了20万英镑。 
霍焱于1993年加入J.P.摩根银行（现摩根大通银行），相继任职于金融衍生产品研究，及自营交易部门。
2005年， 霍焱与合伙人浅井正雄（Masao Asai）, Mark Barnett等人共同创建卡普拉投资管理公司。